# تلفيف أمام المركزي
التلفيف أمام المركزي أو الشريط الحركي (بالإنجليزية: Precentral gyrus)‏ هو بنية بارزة على السطح الفص الجبهي الخلفي (القسم الخلفي من الفص الجبهي). وهو أيضاً مقر القشر المحرك الأولي باحة برودمان الرابعة باحة برودمان 4.

## التلفيف أمام المركزي
يمتد التلفيف أمام المركزي أمام التلفيف خلف المركزي – غالباً على الجانب الوحشي (المحدب) من نصف الكرة المخية – ويفصل بينهما التلم المركزي. تتمثل حدوده الأمامية بالتلم أمام المركزي، بينما من الأسفل فهي تقع على الحدود مع الشق الجانبي (شق سلفيان(سلفيوس)). أنسياً، فإنه يجاور الفصيص المجاور للمركزي.
تتضمن الطبقة الهرمية الداخلية (الطبقة الخامسة V) من القشر أمام المركزي العصبونات الهرمية العملاقة (70-100 ميكرومتر) (تعرف أيضاً بخلايا بيتز)، والتي ترسل محاوير أسطوانية طويلة إلى النوى المحركة للأعصاب القحفية في الجهة المقابلة، وإلى العصبونات المحركة السفلية في القرن البطني للنخاع الشوكي. تشكل هذه المحاوير السبيل القشري الشوكي. يشار إلى خلايا بيتز بمحاويرها الطويلة بالعصبونات المحركة العلوية.
يوجد تمثيل جسمي دقيق لمختلف أجزاء الجسم على القشر المحرك الأمامي، مع توضع منطقة الساق أنسياً (قريبة من الخط الناصف) وتتوضع منطقة الرأس والوجه وحشياً على الجانب المحدب من نصف الكرة المخية (القزم القشري). المنطقة المحركة للذراع واليد هي الأكبر وتحتل القسم من التلفيف أمام المركزي الواقع بين منطقة الساق ومنطقة الوجه.
عندما تسير العصبونات المحركة نحو الأسفل باتجاه المادة البيضاء الدماغية، تتقارب من بعضها وتشكل جزءاً من الذراع الخلفية للمحفظة الداخلية. تستمر في سيرها نحو الأسفل ضمن جذع الدماغ، حيث يتوزع بعضها _ بعد أن يعبر إلى الجانب المقابل_ على النوى المحركة العصبية القحفية. (ملاحظة: بعض الألياف المحركة تتشابك مع العصبونات المحركة السفلية على نفس الجانب من جذع الدماغ). تسير المحاوير العصبية _بعد عبورها إلى الجانب المقابل في البصلة السيسائية (التصالب الهرمي)_ نحو أسفل النخاع الشوكي وتشكل السبيل القشري الشوكي الوحشي. الألياف التي لا تتصالب في جذع الدماغ. تسير نحو الأسفل ضمن السبيل القشري الشوكي البطني المنفصل، ومعظمها تعبر إلى الجانب المقابل في النخاع الشوكي قبل الوصول إلى العصبونات المحركة السفلية بقليل.
تقدم فروع من الشريان الدماغي المتوسط معظم التروية الدموية الشريانية للقشر المحرك الأولي. القسم الأنسي منه (منطقة الساق)، وترويها فروع من الشريان الدماغي الأمامي.
الأذيات في التلفيف أمام المركزي تسبب شللاً في الجانب المقابل من الجسم (شلل الوجه، خزل أحادي الطرف ذراع/ساق، خزل شقي) انظر في بحث العصبون المحرك العلوي.

## انظر ايضًا
- باحات برودمان
- عصبون حركي علوي